# Я на перемотке!
«Я на перемотке!» — российский фантастический фильм режиссёра Никиты Владимирова. Выход в широкий прокат состоялся 17 ноября 2022 года.

## Сюжет
Максим — менеджер в страховой компании, и его работа отнимает всё его время. Он настолько занят выполнением своих обязанностей и стремлением не подвести начальство, что не успевает замечать самые важные вещи в жизни. Максим постоянно откладывает встречи с близкими людьми, мамой и девушкой «на потом».
В годовщину знакомства с любимой девушкой Сашей, во время поездки на пляж, Максим случайно ссорится с Тамарой Петровной — необычной таксисткой. И с этого момента в его жизни начинают происходить совершенно необъяснимые события. Ему приходится проживать свою жизнь «на перемотке», где каждые полчаса он переносится на год вперёд, не помня, что с ним происходило за этот период.

## В ролях
| Актёр             | Роль                       |
| ----------------- | -------------------------- |
| Андрей Бурковский | Максим                     |
| Ксения Теплова    | Саша                       |
| Ирина Пегова      | Наташа                     |
| Татьяна Догилева  | Тамара Петровна, таксистка |
| Фёдор Лавров      | начальник                  |

## Производство
Фильм снят при финансовой поддержке Министерства культуры РФ, Комитета по культуре Санкт-Петербурга и Фонда Михаила Баженова.
Над созданием фильма работала кинокомпания «Искусство для людей». Съёмки проходили с начала сентября по 13 октября в Санкт-Петербурге, изначальное название проекта было «Сейчас!».
Основные локации для съёмок находились в Курортном районе Санкт-Петербурга: Комарово, Зеленогорске и Сестрорецке.
3 ноября 2022 года был опубликован первый трейлер фильма.

## Восприятие
Андрей Бурковский, сыгравший главную роль в фильме, описал его как «смешное семейное кино, в котором затрагиваются общечеловеческие ценности». По его мнению, эта комедия несёт важный урок для зрителей:
Всё самое важное нельзя откладывать на потом, нужно жить здесь и сейчас. 
Согласно агрегатору рецензий «Критиканство», фильм получил в целом положительные отзывы со средней оценкой 72/100 на основании 4 рецензий.
Российский критик, обозреватель «Российской газеты» Валерий Кичин высоко оценивает фильм, видя в нём современную притчу, которая подобно классическим советским образцам учит ценить жизнь и не тратить её впустую. Также в своей рецензии он похвалил актёрскую игру Андрея Бурковского «передать сначала неуловимые признаки взросления, а потом ясные знаки старения и дряхления. Передать не формально (гримом это легко), а изменениями глубинными — в темпе существования, в потускнении глаз, в исчезновении молодой энергетики и в нарастании растерянности, какая неизбежно сопровождает жизнь, добровольно пущенную под откос. А когда под занавес герой обзаведется окладистой бородой, станет ясно, что у нас есть идеальный исполнитель роли Толстого перед последним рывком в вечность».
На Кинопоиске фильм получил 7.6 балла из 10.